# Adam Forshaw
Adam John Forshaw, né le 8 octobre 1991 à Liverpool, est un footballeur anglais qui joue au poste de milieu de terrain à Blackburn Rovers.

## Biographie
Le 18 janvier 2018, il rejoint Leeds United.
Le 19 janvier 2024 il rejoint Plymouth Argyle.

## Palmarès

### En équipe
- Brentford FC
  - Vice-champion d'Angleterre de D3 en 2014.

- Middlesbrough FC
  - Vice-champion d'Angleterre de D2 en 2016.

- Leeds United
  - Champion d'Angleterre de D2 en 2020.

### Distinctions individuelles
- Membre de l'équipe-type de D3 anglaise en 2014
- Élu meilleur joueur de la saison de D3 anglaise en 2014.